# Ponte SNP

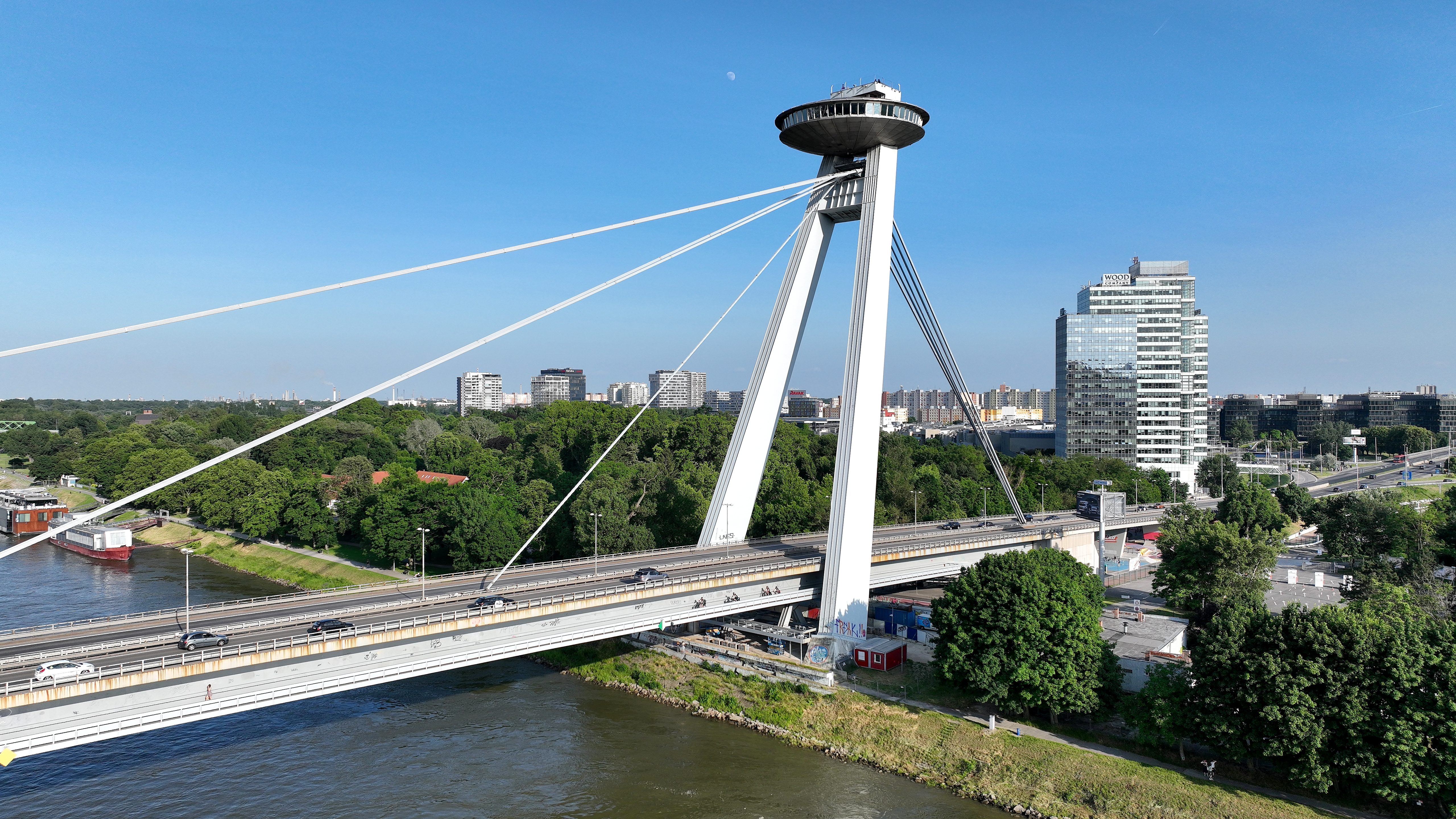
Il ristorante e la prospettiva UFO sopra Ponte SNP

Il Ponte SNP (in slovacco: Most Slovenského národného povstania) ossia Ponte dell'Insurrezione nazionale slovacca, noto anche come Nový Most (in italiano: Ponte Nuovo), è il più imponente dei ponti che attraversano il fiume Danubio nella città di Bratislava, nella Repubblica Slovacca.
È il 26° membro del World Federation of Great Towers ed è l'unico ponte al mondo ad essere annoverato in questa categoria.

## Caratteristiche
Il Ponte SNP è un ponte del tutto particolare, dall'architettura audace e dalla mole imponente: è un ponte strallato, asimmetrico ad unica campata, e costituito da un unico pilone o torre che, costituito da due rami in mezzo ai quali passa la strada, sorregge tutta la struttura. La torre portante non si trova al centro della struttura, ma sorge sulla sponda destra del Danubio e, per poter sorreggere il peso di tutta la campata, è inclinato rispetto alla verticale in modo da poter assecondare il compito degli stralli (i tiranti).
Il Ponte SNP ha una lunghezza totale di 430,8 metri, una larghezza di 21 metri ed un peso valutabile in 7537 tonnellate.
Presenta due piani di scorrimento: uno superiore, riservato ai veicoli, ed un piano inferiore, costituito da due carreggiate di 2,50 metri larghezza circa, una per ogni lato del ponte, dedicato al traffico di pedoni e biciclette.
La torre è alta 95 metri. Dal basamento, in acciaio e cemento armato, è possibile accedere ad un ascensore che porta al ristorante posto a circa 80 metri. Da qui, tramite stretti gradini, è possibile salire sulla cupola del ristorante ed ammirare il panorama della città.

## Storia

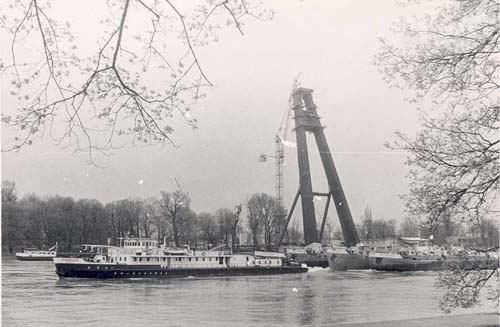
Il Ponte SNP in costruzione

L'ardita struttura del ponte fu voluta fortemente dal regime comunista per mostrare alla nazione e al mondo la sua forza ed efficienza.
Il Ponte SNP è stato costruito tra il 1967 ed il 1972 sotto il progetto supervisionato da A. Tesár, J. Lacko, ed I. Slameň.
Il ponte è stato inaugurato ufficialmente il 26 agosto 1972, permettendo così di collegare la città vecchia di Bratislava con Petržalka, il sobborgo della capitale di nuova costruzione.
La sommità è stata chiusa per qualche anno, con l'intento di ristrutturare il ristorante e rinnovarne la struttura.

## Turismo e conseguenze

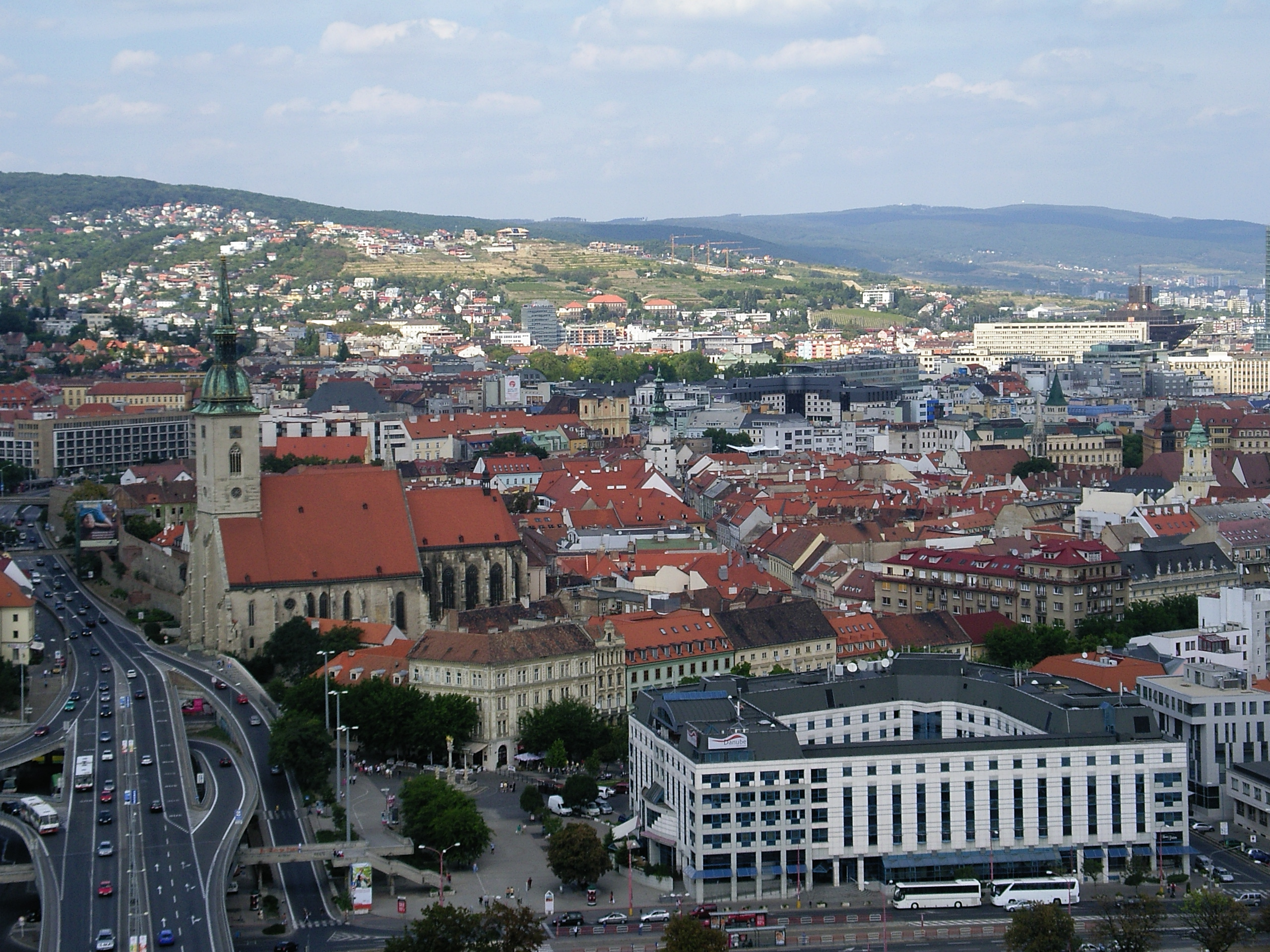
Il centro storico di Bratislava dalla sommità del Ponte SNP

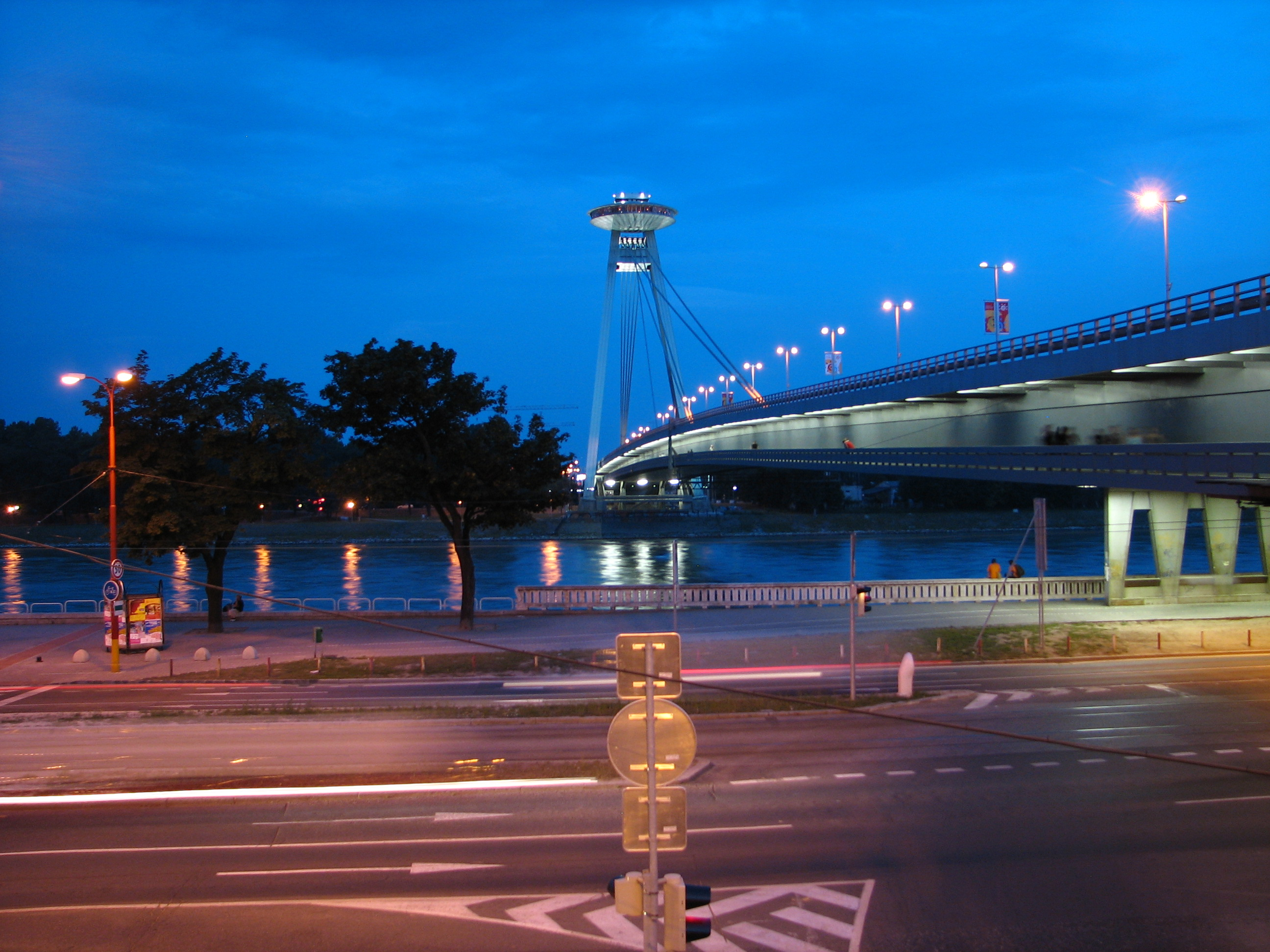
Vista notturna del Ponte SNP

L'audacia della struttura lo rende una delle opere architettoniche e attrazioni turistiche più visitate della città. La mole del Ponte SNP lo rende riconoscibile e ben visibile da quasi tutta la città, diventando polo di attrazione per i turisti e meta di passeggiate per gli abitanti di Bratislava.
La cupola sormontante la torre ospita un bar/ristorante dal quale è possibile godere di una visuale affascinante.
Il ristorante è soprannominato UFO a causa della sua forma che ricorda un'astronave, come l'Enterprise della nota serie televisiva Star Trek.
Sebbene rappresenti un'opera ardita e sia centro di attrazione turistica, per la sua costruzione la città ha dovuto pagare un ampio tributo in termini storici ed architettonici. Il Ponte SNP incide pesantemente sulla fisionomia della città, anche in considerazione del fatto che sorge a ridosso del centro storico. La strada sorretta dal ponte passa a soli 3 metri dalla facciata ovest della Cattedrale di san Martino, la chiesa gotica nella quale per 250 anni sono stati incoronati i sovrani ungheresi, e le cui fondamenta sono quotidianamente scosse dal pesante traffico supportato dal Ponte SNP. La medesima strada inoltre ha spezzato l'unicum urbanistico esistente tra il castello ed il centro storico, separandolo dalla fortezza con una via di scorrimento che taglia il centro cittadino. La costruzione del ponte ha richiesto anche lo sventramento del quartiere ebraico di Bratislava, il quale, già pesantemente colpito dalla furia nazista, è stato praticamente raso al suolo. La porzione meglio conservata delle mura di cinta di Bratislava è stata pesantemente danneggiata dalla costruzione del ponte ed oggi funge solamente da barriera acustica contro il rumore del traffico urbano.